# 大阪農林会館
大阪農林会館（おおさかのうりんかいかん）は、大阪府大阪市中央区に所在する建築物である。

## 歴史

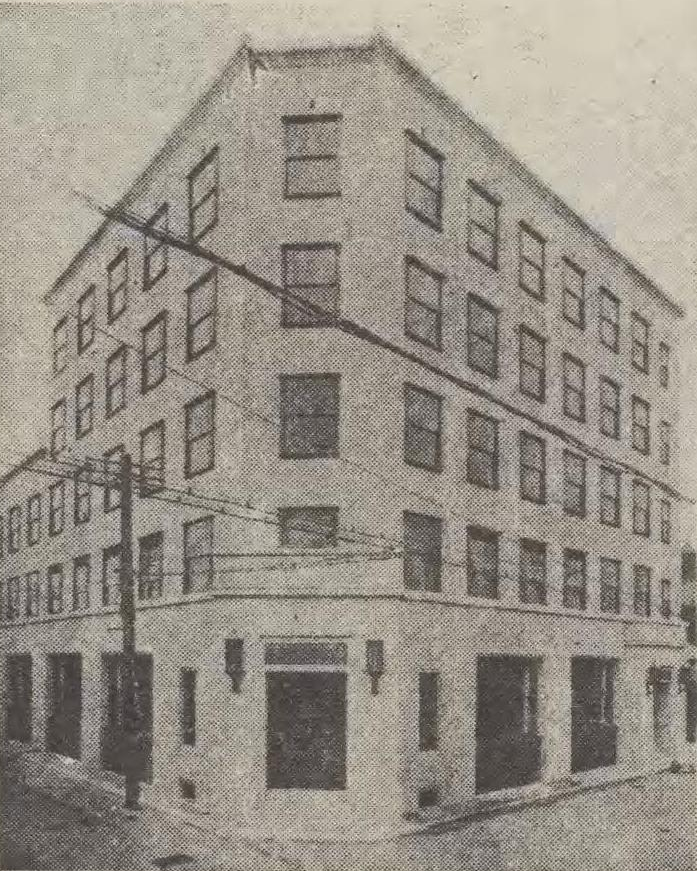
三菱商事時代 (1931年)

1918年に三菱合資会社から分離・独立した三菱商事は、当初から大阪に支店を有していた。現在地に1922年に建設された片岡安設計の木造2階建の洋館を使用していたが、グループ内に建築設計部門を有していたことから、1930年に鉄筋コンクリート造5階建ての社屋に建替えられた。第二次世界大戦では三菱商事の横浜や名古屋、神戸の支店は接収されたが、大阪支店は接収を免れた。財閥解体で建物が売却されることが決まると、1949年に農林省のOBが出資して購入し、大阪農林会館となる。当初は農林省資材調整事務所や食糧事務所など、主に戦後の食糧統制を担う事務所などが入居し、1952年から1980年までは、大阪砂糖取引所の立会場が置かれていた。入居者は次第に一般の企業や商店に替わっていき、2000年ごろからは国内外のアパレルブランドなど感度の高いショップが集まるようになった。
外観や内部の意匠などに建築当初の様子が良好に残されていることから、2021年10月14日に登録有形文化財の登録を受けた。2022年9月1日に放映されたテレビ大阪制作のドラマ『名建築で昼食を 大阪編』第3話では、船場ビルディングとともに舞台となった。

## 建築
北行き一方通行の三休橋筋と、西行き一方通行の安堂寺橋通が交わる交差点の北西角に位置する。角の旧正面玄関は現在は店舗の入り口として使用され、北東側の入り口が玄関として使用されている。エントランスホールには市松模様にタイルが敷かれ、内壁には大理石がふんだんに使われている。エレベーター横には阿部式時計が設置されている。この時計は各階のエレベーターホールの壁時計と連動しており、毎朝社員が時刻を合わせている。現在は使用されていないものの、エントランスホールにメールシュートが残されている。階段の手すりには真鍮の飾りが取り付けられていたが、戦時中に供出されたままの状態になっている。各階のエレベーターホールには、戦前には真鍮やオパールの飾りを施したシャンデリアが設けられていた。現在のシャンデリアは、後年に取り付けられたものである。各貸室にはボイラーヒーターが現役で使われており、2～4階の西側には金庫室がある。最上階となる5階は商社時代には食堂や厨房として使われており、薄い鉄板に装飾文様を押し出した天井飾りが取り付けられている。
外壁は、1階は石張り、2階以上はタイル貼りで仕上げられ、窓を大きく取り、館内の採光を良好にした。